# Mistrzostwa Świata w Lekkoatletyce 2019 – chód na 50 km mężczyzn
Chód na 50 km mężczyzn – jedna z konkurencji biegowych rozgrywanych podczas lekkoatletycznych mistrzostw świata na nadmorskiej promenadzie Doha Corniche w Dosze.

## Terminarz
Źródło: worldathletics.org.
| Data        | Godzina |       |
| ----------- | ------- | ----- |
| 28 września | 23:30   | Finał |

## Rekordy
Tabela prezentuje rekord świata, rekord mistrzostw świata, rekordy kontynentów oraz najlepszy wynik na listach światowych w sezonie 2019 przed rozpoczęciem mistrzostw.
|                            | Zawodnik       | Wynik   | Miejsce       | Data                      |
| -------------------------- | -------------- | ------- | ------------- | ------------------------- |
| Rekord świata              | Yohann Diniz   | 3:32:33 | Zurych        | 15 sierpnia 2014(dts)     |
| Listy światowe             | Yohann Diniz   | 3:37:43 | Olita         | 19 maja 2019(dts)         |
| Rekord mistrzostw świata   | Yohann Diniz   | 3:33:12 | Londyn        | 13 sierpnia 2017(dts)     |
| Rekord Afryki              | Marc Mundell   | 3:54:12 | Melbourne     | 13 grudnia 2015(dts)      |
| Rekord Ameryki Południowej | Andrés Chocho  | 3:42:57 | Ciudad Juárez | 6 marca 2016(dts)         |
| Rekord Ameryki Północnej   | Erick Barrondo | 3:41:09 | Dudince       | 14 kwietnia 2002(dts)     |
| Rekord Australii i Oceanii | Nathan Deakes  | 3:35:47 | Geelong       | 2 grudnia 2006(dts)       |
| Rekord Azji                | Yu Chaohong    | 3:36:06 | Nankin        | 22 października 2005(dts) |
| Rekord Europy              | Yohann Diniz   | 3:32:33 | Zurych        | 15 sierpnia 2014(dts)     |

## Wyniki
Źródło: worldathletics.org.
| Pozycja | Zawodnik                | Państwo                  | Czas    | Uwagi    |
| ------- | ----------------------- | ------------------------ | ------- | -------- |
| 01 !    | Yūsuke Suzuki           | Japonia                  | 4:04:20 |          |
| 02 !    | João Vieira             | Portugalia               | 4:04:59 |          |
| 03 !    | Evan Dunfee             | Kanada                   | 4:05:02 |          |
| 4.      | Niu Wenbin              | Chińska Republika Ludowa | 4:05:36 |          |
| 5.      | Luo Yadong              | Chińska Republika Ludowa | 4:06:49 |          |
| 6.      | Brendan Boyce           | Irlandia                 | 4:07:46 |          |
| 7.      | Carl Dohmann            | Bahrajn                  | 4:10:22 |          |
| 8.      | Jesús Ángel García      | Hiszpania                | 4:11:28 |          |
| 9.      | Marjan Zakalnycki       | Ukraina                  | 4:12:28 | SB       |
| 10.     | Narcis Mihăilă          | Rumunia                  | 4:13:56 |          |
| 11.     | Quentin Rew             | Nowa Zelandia            | 4:15:54 |          |
| 12.     | Ato Ibáñez              | Szwecja                  | 4:17:04 |          |
| 13.     | Rafał Augustyn          | Polska                   | 4:20:25 |          |
| 14.     | Mathieu Bilodeau        | Kanada                   | 4:21:13 |          |
| 15.     | Arturas Mastianica      | Litwa                    | 4:21:54 |          |
| 16.     | Michele Antonelli       | Włochy                   | 4:22:20 |          |
| 17.     | Aleksandros Papamichail | Grecja                   | 4:22:39 |          |
| 18.     | Horacio Nava            | Meksyk                   | 4:24:16 |          |
| 19.     | Marc Tur                | Hiszpania                | 4:24:38 |          |
| 20.     | Jarkko Kinnunen         | Finlandia                | 4:25:36 |          |
| 21.     | Arnis Rumbenieks        | Łotwa                    | 4:28:18 |          |
| 22.     | Artur Brzozowski        | Polska                   | 4:30:17 |          |
| 23.     | Jonathan Hilbert        | Niemcy                   | 4:30:43 |          |
| 24.     | Marc Mundell            | Południowa Afryka        | 4:41,39 |          |
| 25.     | Wałerij Litaniuk        | Ukraina                  | 4:42:18 |          |
| 26.     | Bence Venyercsán        | Węgry                    | 4:45:04 |          |
| 27.     | Hayato Katsuki          | Japonia                  | 4:46:10 |          |
| 28.     | Rafał Sikora            | Polska                   | 4:50:08 | SB       |
| -       | Iwan Banzeruk           | Ukraina                  | DNF     |          |
| -       | Teodorico Caporaso      | Włochy                   | DNF     |          |
| -       | Andrés Chocho           | Ekwador                  | DNF     |          |
| -       | José Ignacio Díaz       | Hiszpania                | DNF     |          |
| -       | Yohann Diniz            | Francja                  | DNF     |          |
| -       | Dzmitryj Dziubin        | Białoruś                 | DNF     |          |
| -       | Máté Helebrandt         | Węgry                    | DNF     |          |
| -       | Tomohiro Noda           | Japonia                  | DNF     |          |
| -       | Isaac Palma             | Meksyk                   | DNF     |          |
| -       | Veli-Matti Partanen     | Finlandia                | DNF     |          |
| -       | Nathaniel Seiler        | Niemcy                   | DNF     |          |
| -       | Matej Tóth              | Słowacja                 | DNF     |          |
| -       | Claudio Villanueva      | Ekwador                  | DNF     |          |
| -       | Wang Qin                | Chińska Republika Ludowa | DNF     |          |
| -       | Cameron Corbishley      | Wielka Brytania          | DSQ     | 230.7(c) |
| -       | Håvard Haukenes         | Norwegia                 | DSQ     | 230.7(c) |
| -       | Dominic King            | Wielka Brytania          | DSQ     | 230.7(c) |
| -       | Ruslans Smolonskis      | Łotwa                    | DSQ     | 230.7(c) |